# 三和教堂

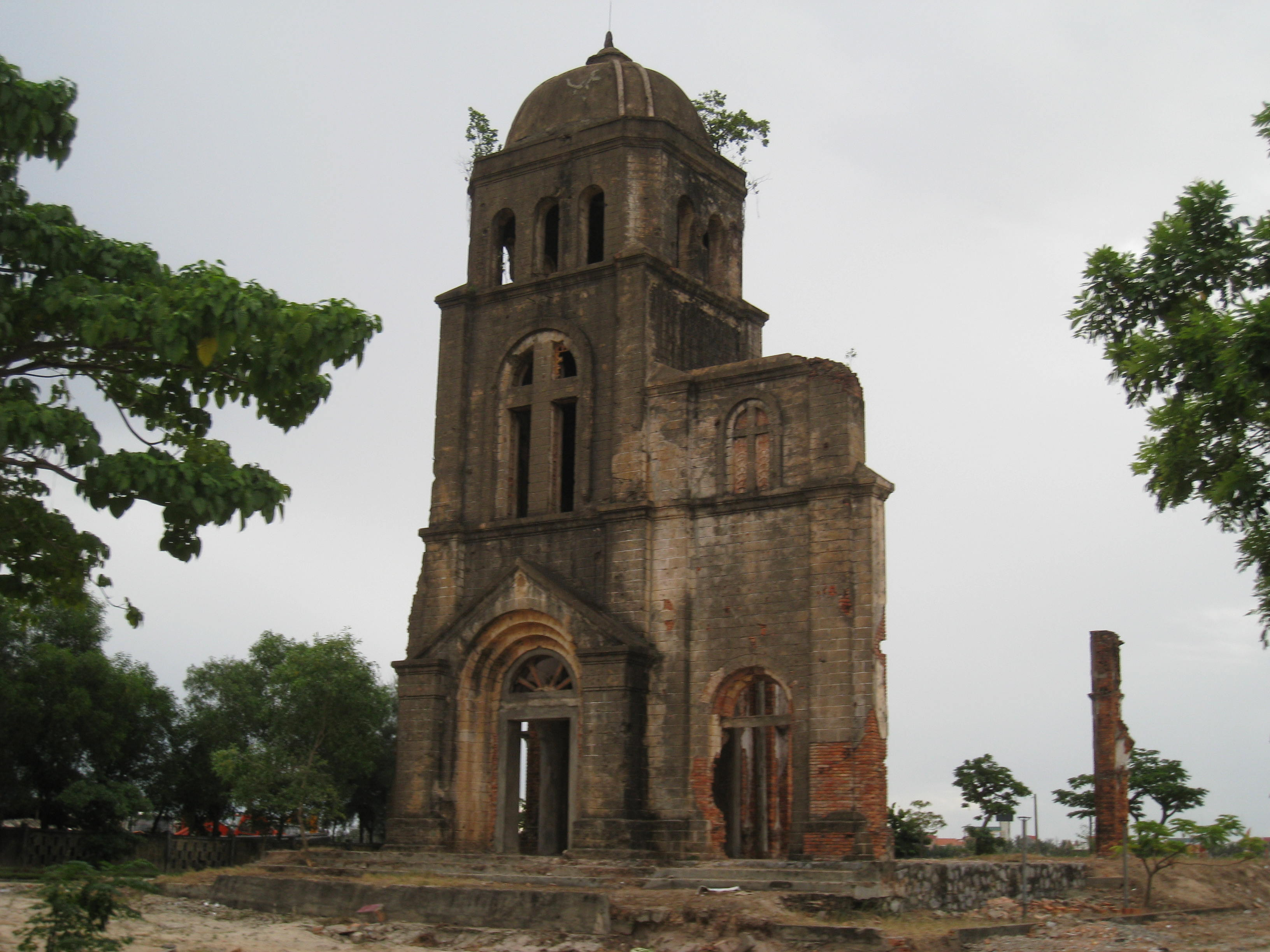
三和教堂

三和教堂（越南语：nhà thờ Tam Tòa）是一座业已废弃的罗马天主教教堂，位于越南中部的广平省洞海市洞美坊阮攸街（đường Nguyễn Du）。该堂建于19世纪末，原为三和堂区的教堂。曾被认为是越南最美丽的教堂之一。1965年2月11日，在越南战争中，该堂被美军轰炸摧毁，只留下废墟，后来被保留下来作为战争遗迹。